# Quelea cardinalis
El quelea cardenal (Quelea cardinalis) es una especie de ave del género Quelea. Se localiza en Burundi, República Democrática del Congo, Etiopía, Kenia, Malaui, Ruanda, Sudán del Sur, Tanzania, Uganda, y Zambia

## Taxonomía
Gustav Hartlaub fue el primero en describir al quelea cardenal, dándole el nombre científico de Hyphantica cardinalis en 1880, basado en especímenes que fueron recogidos por Emin Pasha cerca de Lado, en Sudán del Sur durante 1879. En 1951, Hans von Boetticher consideró a la quelea cardinal y a la quelea de cabeza roja lo suficientemente diferentes de la quelea de pico rojo como para crear un nuevo género, Queleopsis. Su nombre en suajili es kwelea kidari-chekundu.

## Filogenia
La filogenia molecular indica que los antepasados de las especies de quelea podrían haberse originado en la India, y se dispersaron a África y a islas del Pacífico. Basados en un análisis de ADN más reciente, la quelea de cabeza roja forma un clado con la quelea cardenal, y este clado es hermano de la quelea de pico rojo. El género Quelea pertenece al grupo de tejedores (familia Ploceidae), y está más relacionado con Foudia, un género de seis o siete especies que se encuentran en las islas del Océano Índico occidental. Este clado es hermano de las especies asiáticas del género Ploceus. El siguiente cladograma representa los conocimientos actuales sobre las relaciones entre las especies de Quelea y sus parientes más cercanos:

|  | Q. quelea                                                      |
|  |                                                                |
|  | \| \| Q. cardinalis \| \| \| \| \| \| Q. erythrops \| \| \| \| |
|  |                                                                |
|  | Q. cardinalis                                                  |
|  |                                                                |
|  | Q. erythrops                                                   |
|  |                                                                |

|  | Q. cardinalis |
|  |               |
|  | Q. erythrops  |
|  |               |

|  | Q. quelea                                                      |
|  |                                                                |
|  | \| \| Q. cardinalis \| \| \| \| \| \| Q. erythrops \| \| \| \| |
|  |                                                                |
|  | Q. cardinalis                                                  |
|  |                                                                |
|  | Q. erythrops                                                   |
|  |                                                                |

|  | Q. cardinalis |
|  |               |
|  | Q. erythrops  |
|  |               |

|  | Q. quelea                                                      |
|  |                                                                |
|  | \| \| Q. cardinalis \| \| \| \| \| \| Q. erythrops \| \| \| \| |
|  |                                                                |
|  | Q. cardinalis                                                  |
|  |                                                                |
|  | Q. erythrops                                                   |
|  |                                                                |

|  | Q. cardinalis |
|  |               |
|  | Q. erythrops  |
|  |               |

|  | Q. quelea                                                      |
|  |                                                                |
|  | \| \| Q. cardinalis \| \| \| \| \| \| Q. erythrops \| \| \| \| |
|  |                                                                |
|  | Q. cardinalis                                                  |
|  |                                                                |
|  | Q. erythrops                                                   |
|  |                                                                |

|  | Q. cardinalis |
|  |               |
|  | Q. erythrops  |
|  |               |